# Real roadracing
Real roadracing (eng. ungefär "äkta roadracing") kallas motorcykeltävlingar som genomförs på vanlig landsväg eller som gatlopp i en stad. Till skillnad från roadracing som numera genomförs på väl preparerade banor med hög säkerhetsnivå är Real roadracing ingen definierad form av motorcykelracing enligt FIM. Det är ett samlingsbegrepp för motorcykeltävlingar där bansträckningen går på vanliga vägar på landsbygden eller i städer.

## Typ av racing
Denna form av racing är väldigt spektakulär för åskådarna då bansträckningen går på de vägar vi vanligtvis kör på. Avsaknaden av avkörningszoner gör att publiken kommer nära förarna under tävlingarna, vilket gör fartupplevelsen enorm. Den antagligen främste föraren i real roadracing var den nordirländske föraren Joey Dunlop som omkom under tävlingar i Estland år 2000. Joey Dunlop vann totalt 26 tävlingar på Isle of Man samt otaliga tävlingar runt om i Europa och då främst Irland.

## Viktigare tävlingar

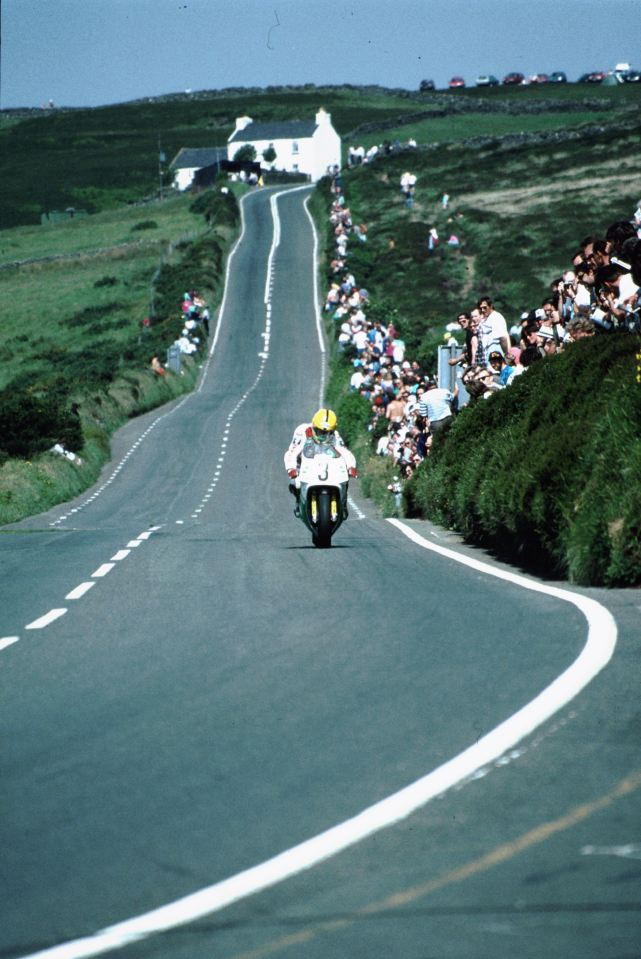
Joey Dunlop i Isle of Man TT 1992

Det mest kända loppet är Isle of Man TT (Tourist Trophy) som körs i juni varje år på den drygt 6 mil långa Snaefall Mountain Course på ön Isle of Man. Tävlingen gällde som världsmästerskap under namnet Roadracing Formula TT fram till 1989. Carl Fogarty blev den siste världsmästaren i TT1-klassen.
På Irland är tävlingsformen stor och tävlingarna besöks av 10 000-150 000 personer per tävling. Flest besökare har North West 200 som går på den berömda triangeln som sammanbinder de mindre orterna Coleraine, Portrush och Portstewart. Joey Dunlop vann North West 200 totalt 13 gånger.
I en av deltävlingarna under Ulster GP 2007 sattes den snabbaste genomsnittshastigheten genom tiderna på den 7,401 mile (11,9 km) långa Dundrodbanan. Hastigheten uppmättes till 131,72 mph (211,8 km/h)och sattes av britten John McGuiness. Joey Dunlop vann under åren 24 tävlingar under Ulster GP.
Andra deltävlingar på Irland är Cookstown 100, Tandragee 100, Athea, Dungannon, Skerries 100, Walderstown, Kells, Faugheen, Mid Antrim 150, Dundrod, Dundalk, Killalane, Bush Road race och Ballybunion. Siffran bakom namnen avser tävlingsdistansen uttryckt i engelska mil.
Andra kända tävlingar är Macau GP på den forna portugisiska kolonin Macau utanför Kina där tävlingen går mellan skyskraporna i staden. Tävlingar körs runt om i Europa och då blanda annat utanför staden Frohburg i Tyskland samt på Olivers Mount utanför Scaraborugh i Storbritannien. Tävlingar körs även i Tjeckoslovakien samt Nya Zeeland.

## Risker
Bansträckningarna på vanlig väg medför att olyckorna då och då leder till dödsfall eftersom det normala säkerhetstänkandet som råder inom sporten road racing kraftigt åsidosätts. Svensken Joakim Karlsson avled under träning för Isle of Man TT 2005; andra förare som avlidit är bland andra
Joey Dunlop, Tallinn 2000, David Jeffries, Isle of Man 2002, Gus Scott, Isle of Man 2005, Richard Britton, Ballybunion 2005, Bruno Bonhuil, Macau 2005, Jun Maeda, Isle of Man 2006, Darren Lindsay Killalane 2006, John Donnan, Tandragree 2007, Marc Ramsbotham, Isle of Man 2007, Martin Finnegan Tandragee 2008, Robert Dunlop, North West200 2008, Mark Young, North West200 2009, John Crelin ,Isle of Man 2009, Andrew Neill Walderstown 2009 och Victor Gilmore Killalane 2010.

## Värt att veta
År 2008 avled Robert Dunlop (bror till Joey Dunlop) efter sviterna av en olycka under torsdagsträning inför North West 200. I tävlingen för 250 kubiksklassen som Robert Dunlop skulle ha medverkat i under lördagen avgick hans son Michael Dunlop som segrare efter en hård strid med Christian Elkin och John McGuinness.